# ジェフ・ルーミス
ジェフ・ルーミス（Jeff Loomis、1971年9月14日 - ）は、アメリカ合衆国出身のギタリスト、ミュージシャン。
ヘヴィメタル・バンド「サンクチュアリ」や「ネヴァーモア」、2014年から2023年末まで「アーチ・エネミー」で活動していた。

## 経歴

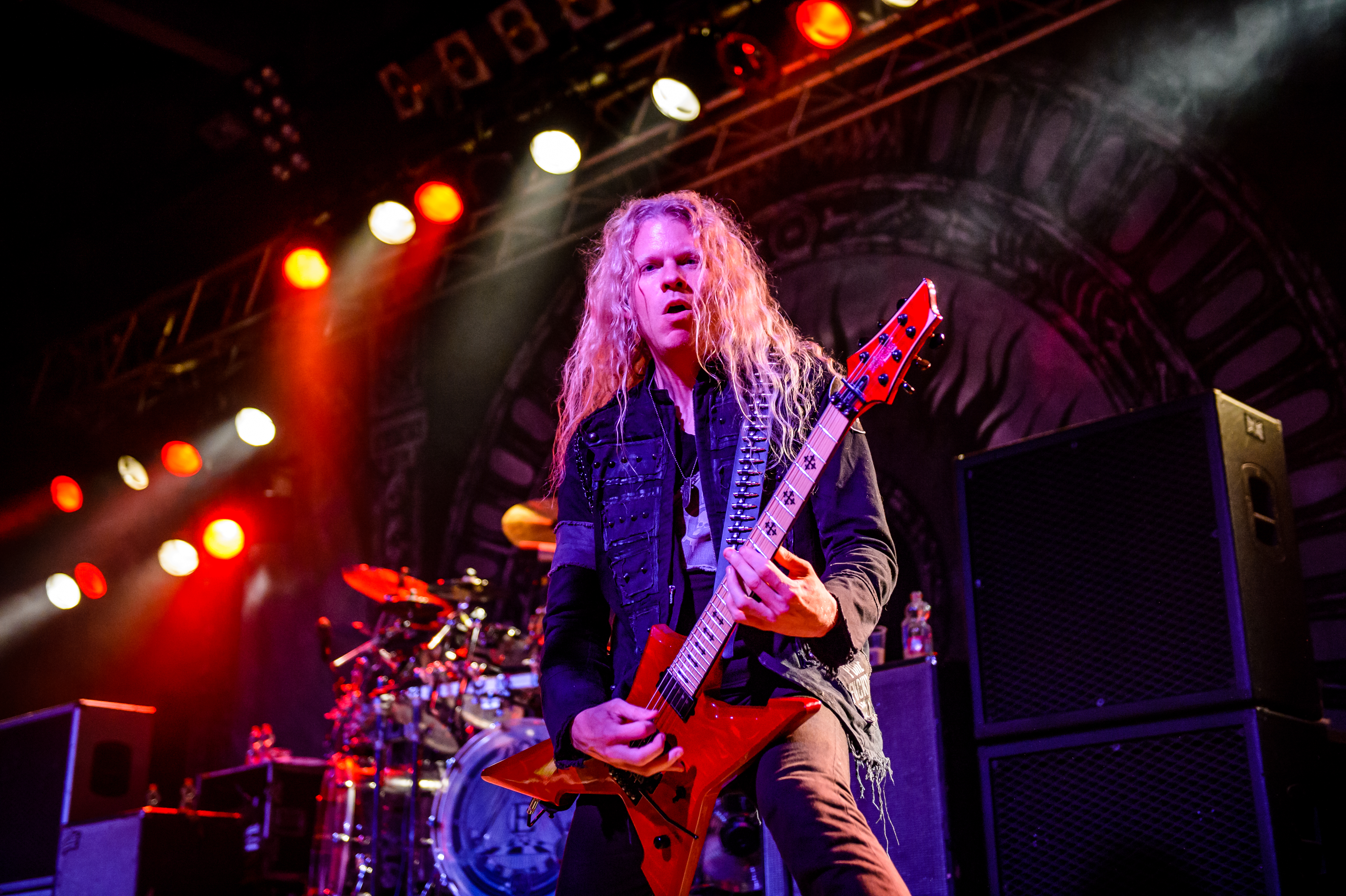
アーチ・エネミー時代 (2016年7月)

9〜10歳の頃から楽器を始めるが、15歳のころまではさほど真剣には練習をしていなかったという。
10代の頃は地元ウィスコンシン州で、幾つかのカバーバンドやオリジナルのデスメタルバンドなどでギターを弾いており、16歳の時に地元の「Guitar Wars」コンテストで優勝をしている。
メガデスとの関係
17歳の時に「メガデス」のギタリストのオーディションを受けている。これは当時のギタリストだったジェフ・ヤングが辞めたためで、オーディションではデイヴ・ムステイン(Vo/G)らと数曲演奏した。若年である理由で合格はしなかったが、ムステインからその実力を認められ「将来素晴らしいギタリストになるだろう」と絶賛された。
オーディションを受けた後、ツアー中だったとあるギタリストに「メガデス」のオーディションを受けた事を話した所、そのギタリストはオーディションに興味を持ちメガデスのオーディションを受け、見事メガデスに加入している。そのギターリストは当時「カコフォニー」で活動していたマーティー・フリードマン(G)だった。
2005年には、ムステインからメガデス再結成のため、ルーミスにリードギタリストとして加入を要請されている。当時ソロアルバム『Zero Order Phase』の制作中だったルーミスは、ソロ活動を続けたかったためこれを断り、以前「ネヴァーモア」でサポートギターをしてもらっていたクリス・ブロデリック(G)を紹介した。クリスはオーディションを受け「メガデス」に加入している。
ネヴァーモアで活動
メガデスのオーディションの後にヘヴィメタル・バンド「サンクチュアリ」に加入したが、加入して間もなく当時音楽業界を席巻していたグランジ・ロックのような音楽スタイルにレコード会社から変更するようにバンド側が言われたが、これをバンドが拒否したためバンド自体の活動が出来なくなりサンクチュアリは解散となる。
1991年、サンクチュアリのウォーレル・デイン(Vo)、ジム・シェパート(B)と共に「ネヴァーモア」を結成。ルーミスはネヴァーモアの多くの楽曲を作曲し、また7弦ギターを駆使したテクニカルなギターにより、ネヴァーモアをよりプログレッシブなヘヴィメタルへと進化させた。
7弦ギターは2000年にDead Heart,In a Dead Worldの作曲中にメシュガーからの影響で使いだした。当時のセッティングはカスタムメイドの7弦ギターにボトム.80または.85のとても太い弦を張った半音下げチューニング（7弦がB♭）、EMG 81ピックアップ（7弦用の707はまだ発売されていなかった）、チューブスクリーマーストンプボックス、メサブギー・デュアルレクチファイアアンプヘッドを使用していた。

2010年、サンクチュアリの再結成に参加。翌年4月、個人的な理由や音楽性の相違などから両バンドを脱退する。「ネヴァーモア」は活動休止、「サンクチュアリ」での創作に関わる事も無くなってしまった。
アーチ・エネミーに加入
ネヴァーモア脱退後は、ソロ活動や他のバンドでのゲスト参加などを行っていたが、2014年11月に「アーチ・エネミー」からニック・コードル(G)が脱退したことに伴い、ルーミスが加入する事が発表された。コードル(G)は入れ替わりで「サンクチュアリ」に参加している。
2023年12月末、アーチ・エネミーからの脱退を発表。

## アルバム
ネヴァーモア
- 1995年　Nevermore

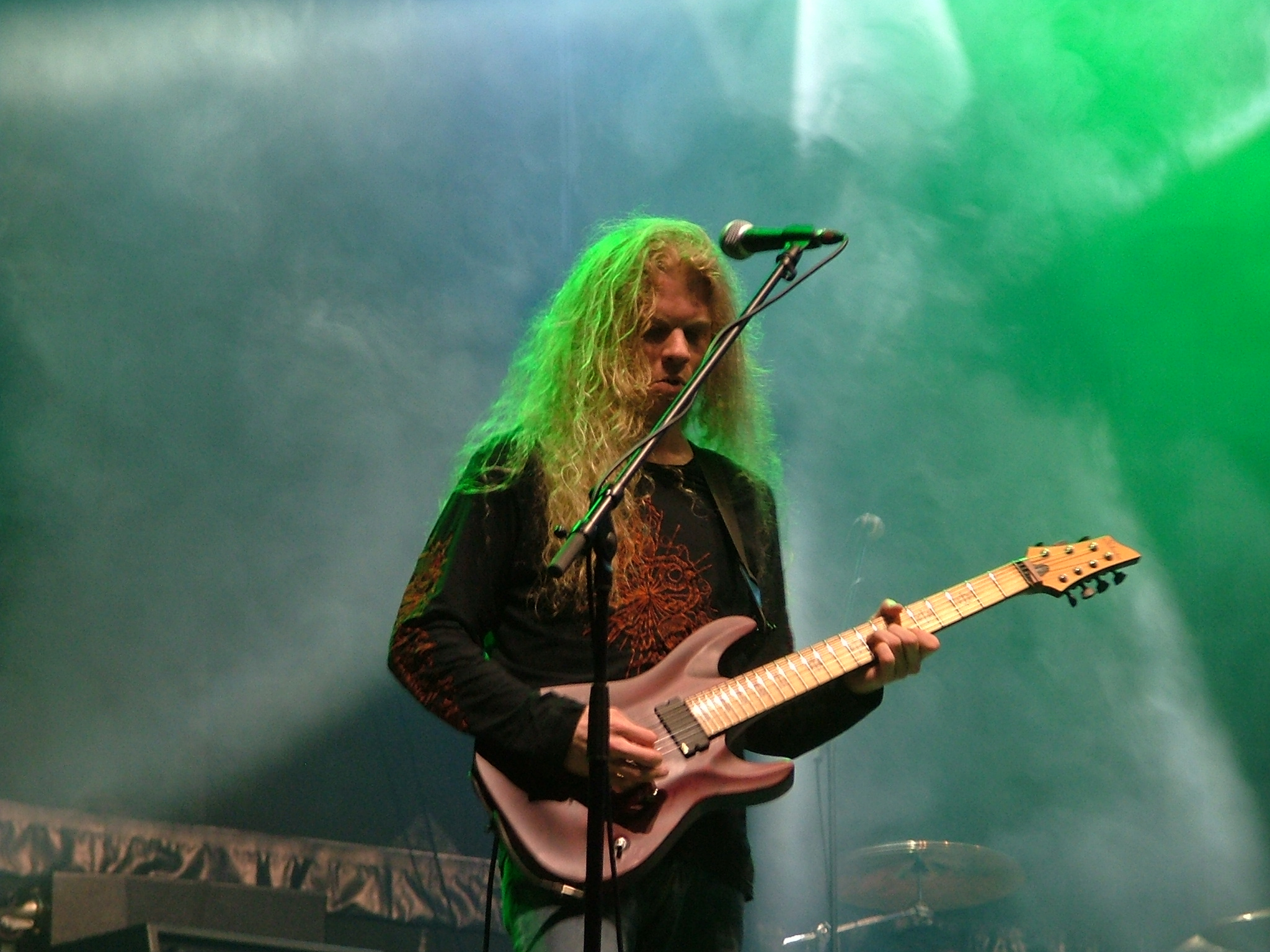
ネヴァーモア時代 (2007年8月)

- 1996年　The Politics of Ecstasy
- 1999年　Dreaming Neon Black
- 2000年　Dead Heart,In a Dead World
- 2003年　Enemies of Reality
- 2005年　This Godless Endeavor
- 2010年　The Obsidian Conspiracy

アーチ・エネミー
- 2015年　Stolen Life - 2015 Japan Tour EP (2015)[5]
- 2017年　Will to Power
- 2022年　Deceivers

ソロ
- Zero Order Phase (2008)
- Plains of Oblivion (2012)[6]
- Requiem For The Living (EP, 2013)

Conquering Dystopia
- Conquering Dystopia (2014)

ゲスト参加
- God Forbid - Gone Forever (2004)
- Pamela Moore - Stories from a Blue Room (2006)
- Annihilator - Metal (2007)
- Warrel Dane - Praises to the War Machine (2008)
- Marty Friedman - Future Addict (2008)
- Switchblade - Invictus Infinitum (2009)
- Tim "Ripper" Owens - Play My Game (2009)
- Periphery - Periphery (2010)
- Pale Gray Sky - Everything for Nothing (2010)
- Keith Merrow - Heart of the Sea Nymph (2011)
- Glen Drover - Metalusion, (2011), Magna Carta
- Keith Merrow - Spice-Dealer (2012)
- Stephan Forté - The Shadows Compendium (2011)
- 7 Horns 7 Eyes - Throes of Absolution (2011)
- Leander - Szívidomár (2012)
- Ihsahn - Eremita (2012)
- David Maxim Micic - Bilo 3.0 (2013)
- Hannes Grossmann - The Radial Covenant (2014)